# Polo sur de la Luna

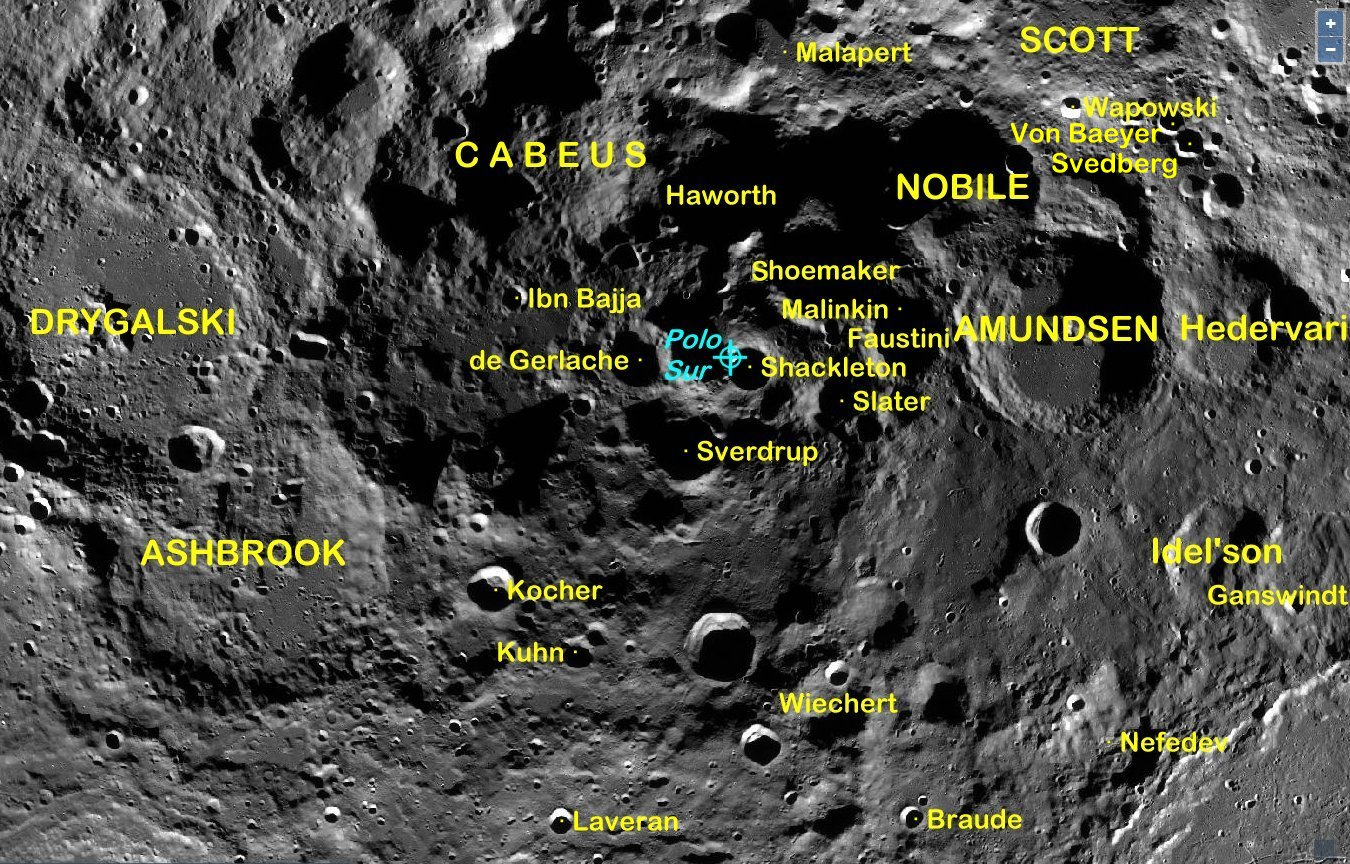
Polo sur de la Luna y los cráteres de su entorno

El polo sur de la Luna es el punto más austral de la Luna. Es de especial interés para los científicos debido a la posibilidad de existencia de agua congelada en áreas constantemente sombreadas a su alrededor. De los polos lunares, el polo sur es el de mayor interés porque el área que permanece en la sombra es mucho mayor que la del polo norte. Los cráteres del polo sur lunar son únicos ya que la luz del Sol no llega al fondo. Tales cráteres son trampas heladas que contienen un registro fósil del sistema solar primitivo.

## Geografía
Está ubicado en el centro del lado más lejano de la Luna (80°S a 90°S) cubriendo una distancia de aproximadamente 1250 km. Ha cambiado 5 grados desde donde estaba hace miles de millones de años. Este cambio ha hecho girar el eje de rotación de la Luna, permitiendo que la luz del Sol llegue a las áreas de la Luna de manera escasa. El giro del eje es de 88.5° desde el plano de la elíptica. También contiene áreas de oscuridad permanente, donde la luz del Sol jamás llega. Al mismo tiempo también contiene áreas con exposición permanente a la luz solar. Su estructura está llena de cráteres y cuencas, como la cuenca Aitken; que parece ser una de las características fundamentales de la Luna. Entre otras también se considera importante la montaña Epsilon Peak, que es más alta que cualquier montaña encontrada en la Tierra. La temperatura observada en el polo sur es térmicamente aceptable, con un promedio de 250 a 270 kelvins.

### Cráteres
El eje de rotación de la Luna coincide con el cráter Shackleton. Entre otros cráteres cercanos al polo sur lunar cabe destacar de Gerlache, Sverdrup, Shoemaker, Faustini, Haworth, Nobile y Cabeus.

## Exploración
Las naves espaciales de varios países han explorado la región alrededor del polo sur lunar. Los artefactos que han profundizado más en los estudios son el Lunar Orbiter, Clementine, Lunar Prospector, Lunar Reconnaissance Orbiter, SELENE, Chandrayaan-1. La misión LCROSS de la NASA demostró la existencia de agua en grandes cantidades en el cráter Cabeus, el objetivo de la misión era estrellar deliberadamente contra el suelo del cráter el módulo Centauro; última etapa del cohete empleado para propulsar la sonda hasta la órbita lunar.  El análisis espectroscópico de los gases generados por el impacto reveló la presencia de un 5% de agua.
La misión Lunar Reconnaissance Orbiter (LRO), tiene como objetivo mapear el polo sur lunar. Esta misión desvelará a los científicos si el polo sur lunar tiene suficientes recursos sostenibles como para tener una estación permanente. Uno de sus instrumentos era el Diviner Lunar Radiometer Experiment, comúnmente conocido como Diviner, que investigó la radiación y las propiedades termofísicas de la superficie del polo sur. El Diviner está diseñado para observar el entorno térmico del polo sur, pudiendo detectar la radiación solar reflejada y las emisiones infrarrojas internas, así como también detectó en qué lugar se encontró agua congelada en superficie.
Se cree que el polo sur lunar podría ser adecuado para ubicar una base lunar. Los lugares permanentemente oscuros en la Luna podrían contener hielo y otros minerales que serían recursos vitales para futuros exploradores. Los picos de las montañas cerca del polo están iluminados durante largos períodos de tiempo y podrían utilizarse para proporcionar energía solar a una base. Con una base lunar más equipada, los científicos podrán analizar muestras de agua y de fósiles que podrían datar del comienzo del Sistema Solar. También está considerado como un buen lugar de futuras misiones de aterrizaje. Connecting Ridge conecta a Shackleton con el cráter de Gerlache. Los científicos utilizaron la herramienta Lunar Orbiter Laser Altimeter (LOLA), un dispositivo utilizado por la NASA para proporcionar un modelo topográfico preciso de la Luna. Con toda la información, encontraron ubicaciones en el polo sur donde existiría luz solar aproximadamente durante el 92.27% - 95.65% del tiempo en la base a una altura que varía desde los 2 m hasta los 10 m sobre el nivel del suelo. En los mismos sitios se descubrió que los períodos de oscuridad más largos y continuos eran solo de 3 a 5 días.
Los científicos podrían hacer uso de ondas de radio por debajo de 30 Hz. En ningún lugar en el espacio se ha podido usar ondas de radio de esta frecuencia porque las ondas interferirían con las señales de radio de la Tierra. El polo sur lunar tiene montañas y cuencas que no están orientadas hacia la Tierra y sería un lugar ideal para proyectar señales de radio.

### Futuro
La próxima exploración del polo sur de la Luna incluye entre otras, una misión privada de la Shackleton Energy Company, pero no antes del año 2016. Shackleton Energy Company pretende llevar un rover robótico con el que explorará la zona para "identificar y caracterizar la naturaleza, composición y ubicaciones de las concentraciones de hielo óptimas en los cráteres del norte y el polo sur lunar ".
La Lunar Mission One es una misión no tripulada organizada por Gran Bretaña, iniciada en noviembre de 2014 y planeada para llevarse a cabo en el año 2024. Primero intentará aterrizar en el polo sur de la Luna, más tarde profundizará al menos 20 m. tratando de llegar aproximadamente a los 100 m. Esto podría mejorar la comprensión de la composición de la Luna, su historia geológica y su formación, revelando nuevas pistas sobre el sistema solar primitivo. La misión está intentando sustentarse a través de micromecenazgo en Kickstarter.
La empresa Blue Origin tiene pensado llegar al polo sur de la Luna aproximadamente en el año 2020. En principio trataría de transportar una serie de equipamiento para que las sucesivas misiones puedan formar una colonia en algún cráter de la región del polo sur, utilizando su módulo de aterrizaje Blue Moon.
La segunda misión lunar de la India, la Chandrayaan-2, cuyo lanzamiento está programado para abril de 2018, intentará hacer llegar y depositar suavemente un módulo de aterrizaje y un rover en el polo sur de la luna. Si tiene éxito, Chandrayaan-2 será la primera misión en aterrizar un explorador en el polo sur aún inexplorado de la Luna.

## Descubrimientos

### Iluminación
El polo sur de la Luna es uno de los pocos lugares en el espacio donde se dan condiciones de luminosidad aceptables. Esta situación se ha observado usando High Resolution Digital Terrain Models de LOLA. Además de dichas condiciones de iluminación, su superficie también puede reflejar el viento solar como átomos neutros energéticos. En promedio, el 16% de estos átomos han sido protones que varían según la ubicación. Estos átomos han creado un flujo integral de átomos de hidrógeno retrodispersados debido a la cantidad de plasma reflejada que existe en la superficie de la Luna. También revelan el límite de línea y la dinámica magnética dentro de las regiones de estos átomos neutros en la superficie de la Luna.

### Trampas heladas
Las trampas heladas son algunos de los lugares más importantes del polo sur de la Luna en términos de posibles depósitos de agua y hielo. Estas trampas heladas pueden contener agua y hielo depositados por cometas, meteoritos y reducción de hierro inducida por el viento solar. A partir de experimentos y estudios de muestras, los científicos pudieron confirmar que las trampas heladas contienen hielo. También fue encontrado hidroxilo en estos lugares. El descubrimiento de estos dos compuestos ha llevado al inicio de misiones que centradas principalmente en los polos lunares utilizando la detección infrarroja a escala global. El hielo permanece en estas trampas solo por el comportamiento térmico de la Luna. Estos comportamientos térmicos están controlados por propiedades termofísicas, luz solar dispersa, rerradiación térmica, calor interno y luz emitida por la Tierra. Con las bajas temperaturas en las trampas, el sustento de hielo podría ser una posibilidad en el futuro cercano, ya que no se derrite.

### Superficie magnética
Además de la cantidad de trampas heladas descubiertas, también existen áreas de la Luna donde la corteza está magnetizada. Esto es lo que se conoce como anomalía magnética existente en la superficie de la Luna debido a remanentes de hierro que fue localizado por el impactador en la cuenca SPA. Las observaciones de la superficie de la Luna se realizaron utilizando mapas para localizar la concentración de hierro que está incrustado en la superficie de la Luna. Sin embargo, la concentración de hierro que se teorizó que estaba en la cuenca no estaba presente en todas las imágenes, pero otras ideas aceptables permitían la posibilidad de detectar esta cantidad de hierro. Con respecto al SPA Impactor, el hierro que causa las fluctuaciones magnéticas aún podría existir, pero no se detectaron porque podrían estar demasiado profundas en la corteza lunar como para que las imágenes las muestren o sean causadas por otra anomalía que no involucre propiedades metálicas. Además, los hallazgos se descartaron debido a las inconsistencias entre los mapas utilizados y no fueron capaces de detectar la magnitud de las fluctuaciones magnéticas que ocurrieron desde la superficie de la Luna.